# Chiromantis kelleri
Chiromantis kelleri es una especie de anfibio anuro de la familia Rhacophoridae. Habita en zonas de sabana y matorral del este y sur de Etiopía, norte de Kenia, la mayor parte de Somalia y probablemente en el sur de Sudán del Sur. Se reproduce en charcas temporales.